# Coracias temminckii
Coracias temminckii е вид птица от семейство Coraciidae.

## Разпространение
Видът е разпространен в Индонезия.